# The Magic Numbers
The Magic Numbers é uma banda de indie rock londrina, fundada em 2002. É formada pelos irmãos luso-escoceses Romeo e Michele Stodart e os irmãos Sean e Angela Gannon.
Sua canção mais famosa é "Forever Lost". Outros sucessos da banda são "Love's a Game" e "Love me Like You". Outra canção de destaque é "Take a Chance", que em 2007 fez parte da trilha sonora da série brasileira "Malhação".

## Discografia

### Álbuns
- The Magic Numbers (2005)
- Those the Brokes (2006)
- The Runaway (2010)
- Alias (2014)
- Outsiders (2018)